# Pukovac
Pukovac (izvirno srbsko Пуковац) je naselje v Srbiji, ki upravno spada pod Občino Doljevac; slednja pa je del Niškega upravnega okraja.

## Demografija
V naselju živi 3078 polnoletnih prebivalcev, pri čemer je njihova povprečna starost 39,4 let (38,6 pri moških in 40,2 pri ženskah). Naselje ima 1003 gospodinjstev, pri čemer je povprečno število članov na gospodinjstvo 3,94.
To naselje je, glede na rezultate popisa iz leta 2002, večinoma srbsko.
|  |

| Demografija | Demografija     | Demografija     |
| Leto        | Št. prebivalcev | Št. prebivalcev |
| ----------- | --------------- | --------------- |
|             |                 |                 |
|             |                 |                 |
|             |                 |                 |
|             |                 |                 |
| 1948        | 3404            |                 |
| 1953        | 3694            |                 |
| 1961        | 3908            |                 |
| 1971        | 4065            |                 |
| 1981        | 4186            |                 |
| 1991        | 4215            | 4054            |
| 2002        | 4085            | 3956            |
|             |                 |                 |

| Etnična sestava po popisu iz leta 2002 | Etnična sestava po popisu iz leta 2002 | Etnična sestava po popisu iz leta 2002 | Etnična sestava po popisu iz leta 2002 | Etnična sestava po popisu iz leta 2002 |
| -------------------------------------- | -------------------------------------- | -------------------------------------- | -------------------------------------- | -------------------------------------- |
| Srbi                                   | Srbi                                   |                                        | 3.627                                  | 91,68%                                 |
| Romi                                   | Romi                                   |                                        | 294                                    | 7,43%                                  |
| Goranci                                | Goranci                                |                                        | 8                                      | 0,20%                                  |
| Makedonci                              | Makedonci                              |                                        | 4                                      | 0,10%                                  |
| Črnogorci                              | Črnogorci                              |                                        | 1                                      | 0,02%                                  |
| Hrvati                                 | Hrvati                                 |                                        | 1                                      | 0,02%                                  |
| Slovenci                               | Slovenci                               |                                        | 1                                      | 0,02%                                  |
| Madžari                                | Madžari                                |                                        | 1                                      | 0,02%                                  |
| Bolgari                                | Bolgari                                |                                        | 1                                      | 0,02%                                  |
| Neznano                                | Neznano                                |                                        | 10                                     | 0,25%                                  |